# Pumpspeicherkraftwerk Hainleite
Das Pumpspeicherkraftwerk Hainleite (andere Bezeichnung: PSW Straußberg) wurde in Thüringen von der PSW Hainleite GmbH, einer Tochterfirma des Baukonzerns Hochtief, geplant.
Es sollte eine Leistung von bis zu 500 MW haben und auf der Hainleite in der Nähe von Sondershausen im Kyffhäuserkreis stehen.
Die beiden erforderlichen Becken waren zwischen Straußberg und Immenrode bei Sondershausen und im Wippertal zwischen Groß- und Kleinfurra geplant. Die Standorte wurden noch nicht endgültig festgelegt. Das Projekt wurde 2015 aus wirtschaftlichen Gründen noch in der Planungsphase beendet.

## Projektdaten
Die beiden miteinander verbundenen Becken im Abstand von 3 km sollten jeweils 30 bis 45 ha groß sein, ein Beckenvolumen von 2,5 bis 5 Mio. m³ und einen Höhenunterschied von 240 m haben. Damit sollte ein Volllastbetrieb von 6 Stunden ermöglicht werden. Der gespeicherte Energieinhalt sollte bis zu 3000 MWh betragen.
Das Schachtkraftwerk sollte unter Tage in einer Kaverne in der Nähe des Unterbeckens gebaut werden.
Die Baukosten wurden auf bis zu 650 Millionen Euro geschätzt.
Der Baubeginn war für 2017 geplant, die Inbetriebnahme frühestens für 2021.
2014 wurde mit dem Raumordnungsverfahren begonnen, das Verfahren wurde von Bürgerinformationsabenden begleitet.